# Grande enciclopedia aeronautica
La Grande enciclopedia aeronautica è una enciclopedia pubblicata nel 1936 dalle Edizioni "Aeronautica".
La prima, ed unica, edizione consta di 660 pagine, con numerose illustrazioni fotografiche in bianco e nero e molte tavole a tre proiezioni di aerei prodotti fino al 1936, più vari disegni di motori e non solo, oltre a piante in scala di aeroporti dell'epoca.

## Storia del progetto editoriale
Secondo le intenzioni del direttore editoriale ed autore Luigi Mancini, essa è venne concepita come la prima Enciclopedia Aeronautica Internazionale,
(Presentazione p. I - Luigi Mancini- Milano, 1936. E. F. XIV)

Inoltre, 
(Presentazione p. II -Luigi Mancini- Milano, 1936. E. F. XIV)
Dichiaratamente apologetica del disegno politico fascista, essa prende in esame tutta la produzione industriale aeronautica mondiale, garantendone ovviamente un'esaustiva rappresentazione della produzione industriale italiana e dei suoi interpreti. 
Rappresenta, per questo motivo, un documento storico unico per la conoscenza della Aeronautica italiana e della sua tecnologia fino al 1936.
Del comitato di redazione fecero parte 42 illustri esperti italiani di aeronautica dell'epoca; tra questi vanno citati: Vittorio Bonomi, Giovanni Caproni, Mario Castoldi, Renato Donati, Cristoforo Ferrari, Giovanni Pegna, Luigi Stipa, Guido Tacchini, Rodolfo Verduzio.

## Struttura dell'opera
I materiali editoriali dell'opera sono tratti prevalentemente dal lavoro di diversi anni della rivista L'Aeronautica, di cui la Grande enciclopedia aeronautica rappresenta il compendio.
Le voci presentate sono tutte inserite in ordine rigorosamente alfabetico su tre colonne per pagina,.
La descrizione tipo delle voci di aeroplani e velivoli in genere non è particolarmente dettagliata, secondo i moderni standard editoriali, pur mantenendo una essenziale completezza di informazioni sul velivolo, che spesso è presentato con tavole prospettiche a tre proiezioni o talvolta con fotografia.
Le voci delle figure aeronautiche: piloti, progettisti, industriali, militari e altri, sono anch'esse essenziali, pur dilungandosi sulle figure di italiani e delle loro gesta aeronautiche passate, con un evidente sforzo agiografico in linea con il progetto editoriale. 
Particolarmente ricco è l'apparato iconografico di queste voci che spesso presentano la foto del personaggio.

La voce dedicata a Benito Mussolini era presentata con testo in grassetto (unica voce) e constava di 4 colonne presentate su due pagine. Ne vengono descritte le sue gesta di aviatore specie di aerei trimotori. 
(Luigi Mancini, Grande enciclopedia aeronautica. Milano, 1936. E. F. XIV p. 558)
Molto esaustive invece sono le voci riguardanti gli Aeroclub nazionali. Inoltre, sono presenti tutte le voci riguardanti le riviste aeronautiche nazionali e non dell'epoca, spesso presentate con i loghi editoriali.
Le figure di personaggi aeronautici esteri sono sufficientemente esaustive della loro importanza aeronautica, pur mancando talvolta in essi le date di nascita e di morte.
Le voci riguardanti i motori aeronautici presentano tutte i dati essenziali quali: alesaggio, corsa, potenza espressa in hp, numero cilindri e architettura motoristica; in molti altri casi, specie se si trattava di motori molto diffusi, questi sono presentati con schemi e tavole prospettiche e talvolta immagini fotografiche.
Le voci riguardanti temi di fisica applicata o di tecnologie costruttive sono sufficientemente esaustive, pur con un linguaggio poco moderno. Alcune potrebbero essere meglio descritte e ciò riflette lo stato delle conoscenze motoristiche dell'epoca in Italia..
La voce più lunga è la voce Guerra con 14 pagine su tre colonne. La voce drone è riferita, solamente, ad un moto-aliante inglese del 1934.